# シクロノナン
シクロノナン (cyclononane) は、9個の炭素原子の環からなる脂環式化合物である。化学式はC9H18で、実験式はCH2である。